# Juliette Mercier
Pour les articles homonymes, voir Mercier.
Juliette Mercier, connue sous le pseudonyme Stomie Busy, née le 14 février 1989, est une autrice de bande dessinée, illustratrice et ancienne professeure d'arts appliqués française.
Elle est connue pour son compte Instagram où elle poste des dessins et BDs sur sa maladie de Crohn et son quotidien.

## Biographie

### Jeunesse affectée par la maladie de Crohn
Originaire de Brive-la-Gaillarde, Juliette Mercier a 16 ans quand elle apprend en 2005 qu'elle est atteinte de la maladie de Crohn,. Son adolescence est ainsi marquée par cette pathologie inflammatoire chronique affectant le système digestif, souffrant de douleurs abdominales et articulaires ainsi que de diarrhées incontrôlables,.
Au fil des années, elle expérimente divers traitements ainsi que plusieurs approches alternatives et régimes alimentaires différents,. Néanmoins, la maladie ne cesse d'empirer, faisant dire à la Française que « ça a été une lente descente aux enfers » et qu'elle n'a « pas eu un seul jour de répit ». 
En 2013, à la suite de ses études et des traitements expérimentaux ne fonctionnant pas, Juliette Mercier réalise durant cinq mois un voyage solo bienfaîteur en Asie du Sud-Est. Elle devient ensuite professeure d'arts appliqués en collège,. Sa vie professionnelle est affectée par son état de santé déclinant, impliquant arrêts maladie et hospitalisations,.
Ainsi, en 2017, elle ne pèse que 37 kg ; son pronostic vital est engagé,. Juliette Mercier subit alors une iléostomie définitive impliquant la pose d'une poche de stomie,. À la suite de cette opération, elle est en rémission et prend du poids,. En 2021, elle déclare que « c'est comme si [elle] n'était plus malade ».

### Carrière d'autrice et d'illustratrice
Au printemps 2019, elle crée un compte Instagram sous l'alias @stomiebusy, inspiré du rappeur Stomy Bugsy, afin d'y publier des bandes dessinées en lien avec sa maladie, souhaitant au moyen de sa passion transmettre un autre regard sur la stomie,. Pour cela, Juliette Mercier poste à un rythme régulier des anecdotes personnelles narrées avec malice et dessinées de manière colorée et ludique,, mêlant messages inspirants, humour et autodérision. Le compte rencontre un rapide succès impliquant un lectorat croissant ; l'autrice comptabilise ainsi plus de 7 600 abonnés à l'été.
Grâce à cette visibilité, la néo-Castraise décide d'arrêter sa profession dans l'enseignement et de se consacrer à sa carrière d'autrice et illustratrice. Partageant sur Instagram aussi sa vie de couple et son quotidien, son compte affiche plus de 72 000 abonnés deux ans après sa création. C'est dans ce contexte que paraît en août 2021 Ma Crohn de vie, sa première BD, où elle raconte son histoire liée à la maladie de Crohn. L'ouvrage est qualifié d'« émouvant » par le magazine Le Pèlerin. 
En 2021 toujours, elle est à l'illustration du guide Corps, amour, sexualité : y’a pas d’âge pour se poser des questions ! de Charline Vermont. Juliette Mercier sera à l'œuvre dans cette fonction pour d'autres ouvrages les années suivantes.
Début 2023 sort son deuxième ouvrage, #Coupleparfait... ou pas ! - Portraits sans filtre de l’amour moderne, dans lequel elle croque humoristiquement divers types de relations amoureuses.
Elle fait paraître en janvier 2025 un nouveau roman graphique, intitulé Hasta la vista, baby !, où la Tarnaise retrace son voyage initiatique en Asie,.

## Œuvres
- Ma crohn de vie, Leduc graphic, 2021  (ISBN 979-1028522322)
- #Coupleparfait... ou pas !, Leduc graphic, 2023  (ISBN 979-1028526917)
- Hasta la vista, baby !, Leduc graphic, 2025  (ISBN 979-1028533137)